# Вяльяс, Вайно Иосипович
Ва́йно Ио́сипович Вя́льяс (в источниках советского времени Вяляс, эст. Vaino Väljas; 28 марта 1931, Кюлакюла, Хийумаа — 16 января 2024) — советский дипломат, политический деятель Эстонской ССР, в 1988—1990 годах — первый секретарь ЦК Коммунистической партии Эстонии.

## Биография
Родился в 1931 году в деревне Кюлакюла волости Эммасте (в настоящее время волость Хийумаа), в независимой Эстонии. По национальности эстонец; коренной житель острова Хийумаа. Окончил среднюю школу в Кярдла и в 1955 году исторический факультет Тартуского государственного университета (ТГУ).

### В Советской Эстонии
С 1949 года был на комсомольской работе: завотделом Хийумааского уездного комитета комсомола, комсорг ТГУ, секретарь Тартуского областного комитета и Тартуского городского комитета ЛКСМ Эстонии (ЛКСМЭ), первый секретарь ЦК ЛКСМЭ. Член КПСС с 1952 года. 
С 1961 года на партийной работе: первый секретарь Таллинского горкома Коммунистической партии Эстонии (КПЭ), секретарь ЦК КПЭ.
В 1980—1988 годах на дипломатической работе: посол СССР в Венесуэле, Тринидаде и Тобаго, Никарагуа. Имел ранг чрезвычайного и полномочного посла.
С июня 1988 года — первый секретарь ЦК КПЭ. После раскола партии в марте 1990 года — председатель независимой от КПСС Компартии Эстонии. Выступал за суверенитет, а позже за независимость Эстонии.

### В независимой Эстонии
После раскола КПЭ Вяльяс с 1990 по 1992 год возглавлял её проэстонское крыло (в противовес Карлу Вайно), а с 1992 по 1995 год был председателем Эстонской демократической партии труда. В 2002 году был избран почётным председателем Эстонской социал-демократической рабочей партии (в 2004 году название партии было изменено на Левую партию Эстонии, в 2008 году она слилась с Конституционной партией под новым названием Объединённая левая партия Эстонии, которое носит по настоящее время). 
Вайно Вяльяс полностью исключил свое участие в президентских выборах 1996 года в качестве возможного кандидата. «Каждый политик должен осознавать время и пространство, в котором он действует. Я это понимаю. В какой-то момент необходимо сказать, что время уходит, что, конечно, не означает, что нужно отказаться от размышлений. Но необходимо в нужный момент осознать, что это время и это пространство для действий больше не для вас. Отставка и уход в отставку в нужный момент — это не признак слабости», — заявил тогда Вяльяс.
Вошёл в составленный в 1999 году по результатам письменного и онлайн-голосования список 100 великих деятелей Эстонии XX века.
Похоронен на таллинском кладбище Метсакальмисту.
«Дипломатическое мужество вернувшегося во время Поющей революции домой хийумаасца… помогло заложить основы для восстановления независимости Эстонии, за которую он проголосовал будучи членом Верховного Совета [Эстонской ССР] 20 августа 1991 года. К сожалению, Вайно Вяльяс также будет носить имя «Великий Молчун», хотя он мог вспомнить многое, что открыло бы важные страницы в нашей недавней истории», — написал в своём соболезновании по случаю смерти Вайно Вяльяса президент Эстонии Алар Карис.

## Награды
- 1958 — орден Трудового Красного Знамени (1 марта 1958)
- 1965 — орден Ленина (1 октября 1965)
- 1971 — орден Трудового Красного Знамени
- 1973 — орден Трудового Красного Знамени (12 декабря 1973)
- 1981 — орден Дружбы народов (27 марта 1981)
- 1986 — Большой крест ордена Освободителя (Венесуэла)
- 2002 — орден Государственного герба 3 класса (4 февраля 2002)[11]
- 2006 — орден Белой звезды 2 класса (6 февраля 2006)[12]
- 2021 — «Гербовый знак Таллинна»[13]
- медали